# Serie A1 1989-1990 (rugby a 15)
La serie A1 1989-90 fu il 60º campionato nazionale italiano di rugby a 15 di prima divisione.
Si tenne dall’8 ottobre 1989 al 26 maggio 1990 tra 12 squadre con la formula «stagione regolare a girone unico più play-off» e registrò la terza finale consecutiva tra Rovigo e Treviso; dopo la prima, vinta a Roma dai rodigini e la seconda, vinta a Bologna dai trevigiani, fu di nuovo la volta di Rovigo che a Brescia sconfisse 18-9 il Benetton con quattro piazzati e due drop di Naas Botha, contro tre piazzati di Cooper.
Il Rovigo, con 11 titoli nazionali, affiancò così il Petrarca al secondo posto nella classifica di scudetti vinti, guidata dall'Amatori Milano all'epoca con 14.
Fu, quello, anche il campionato che chiuse un ventennio dominato dal Veneto, con 11 scudetti del citato Petrarca, 4 del Rovigo e 3 del Treviso (prima e dopo l'era-Benetton) in 21 edizioni; la prima metà degli anni novanta fu dominata dall'Amatori Milano che vinse 4 titoli e che, dopo l'uscita dall'orbita Fininvest, lasciò di fatto al solo Benetton, tra le venete, la supremazia nel rugby italiano, con otto titoli tra fine anni novanta e inizio millennio.
A retrocedere in serie A2 furono il Brescia e il CUS Roma.
Tra le novità del torneo figura l'anticipo di un incontro al sabato con trasmissione in diretta televisiva da parte della Rai.

## Squadre partecipanti e sponsor
- Amatori Milano (Mediolanum)
- L’Aquila (Scavolini)
- Benetton
- Brescia
- Calvisano (Nutrilinea)
- Amatori Catania

- CUS Roma (Unibit)
- Livorno (Ecomar)
- Parma
- Petrarca
- Rovigo (Cagnoni)
- San Donà (Iranian Loom)

## Formula
Ai playoff accedettero 8 squadre, le prime sei classificate di A1 e le prime due di A2, le quali, nel ranking dei quarti di finale, vennero immediatamente dopo le sei prime classificate; alla squadra con la posizione più alta in classifica fu assegnata quella con il ranking più basso, quindi le prime due di A1 avrebbero avuto in accoppiamento ai quarti rispettivamente la seconda e la prima di A2; a seguire, la terza di A1 contro la sesta, e la quarta contro la quinta.
Gli accoppiamenti dei quarti e delle semifinali furono al meglio delle tre gare, con la prima (e la eventuale terza) in casa della squadra meglio classificata durante la stagione regolare.
La finale fu invece disputata in gara unica, con eventuali tempi supplementari in caso di parità.
La vincitrice della finale era campione d'Italia; le ultime due squadre classificate durante la stagione regolare retrocedevano in serie A2, mentre la terzultima doveva spareggiare contro la terza classificata di A2.

## Stagione regolare

### Risultati
|       | 1ª/12ª giornata                  |       |
| ----- | -------------------------------- | ----- |
| 37-9  | Benetton Treviso - San Donà      | 19-18 |
| 49-13 | Rovigo - CUS Roma                | 13-9  |
| 15-16 | L'Aquila - Livorno               | 19-25 |
| 12-9  | Brescia - Calvisano              | 6-16  |
| 12-18 | Amatori Catania - Amatori Milano | 6-72  |
| 12-4  | Parma - Petrarca                 | 0-57  |
|       |                                  |       |

|       | 4ª/15ª giornata            |       |
| ----- | -------------------------- | ----- |
| 34-6  | Rovigo - Parma             | 38-4  |
| 21-15 | Livorno - Benetton Treviso | 10-32 |
| 26-21 | San Donà - Amatori Catania | 35-18 |
| 6-6   | CUS Roma - Brescia         | 4-28  |
| 6-15  | Calvisano - L'Aquila       | 4-49  |
| 13-13 | Amatori Milano - Petrarca  | 21-15 |
|       |                            |       |

|       | 7ª/18ª giornata            |       |
| ----- | -------------------------- | ----- |
| 36-24 | L'Aquila - Rovigo          | 15-21 |
| 37-10 | Petrarca - Livorno         | 10-13 |
| 4-37  | Brescia - Benetton Treviso | 15-60 |
| 43-16 | San Donà - Calvisano       | 12-10 |
| 11-6  | Amatori Catania - Parma    | 13-6  |
| 31-15 | Amatori Milano - CUS Roma  | 43-28 |
|       |                            |       |

|       | 10ª/21ª giornata                  |       |
| ----- | --------------------------------- | ----- |
| 27-18 | Benetton Treviso - Amatori Milano | 9-29  |
| 29-12 | Rovigo - San Donà                 | 34-9  |
| 33-9  | L'Aquila - Petrarca               | 22-12 |
| 16-15 | Brescia - Amatori Catania         | 6-18  |
| 14-21 | CUS Roma - Livorno                | 22-49 |
| 35-18 | Parma - Calvisano                 | 22-20 |

|       | 2ª/13ª giornata              |       |
| ----- | ---------------------------- | ----- |
| 24-0  | Petrarca - Amatori Catania   | 15-16 |
| 14-47 | Livorno - Rovigo             | 10-39 |
| 26-13 | San Donà - L'Aquila          | 3-22  |
| 19-12 | CUS Roma - Parma             | 12-12 |
| 19-25 | Calvisano - Benetton Treviso | 6-61  |
| 16-10 | Amatori Milano - Brescia     | 34-3  |
|       |                              |       |

|       | 5ª/16ª giornata             |       |
| ----- | --------------------------- | ----- |
| 24-9  | Benetton Treviso - Parma    | 36-18 |
| 61-6  | L'Aquila - CUS Roma         | 20-9  |
| 17-37 | Petrarca - San Donà         | 16-24 |
| 10-42 | Brescia - Rovigo            | 22-55 |
| 26-14 | Amatori Catania - Calvisano | 12-38 |
| 28-3  | Amatori Milano - Livorno    | 58-6  |
|       |                             |       |

|       | 8ª/19ª giornata             |       |
| ----- | --------------------------- | ----- |
| 33-15 | Benetton Treviso - L'Aquila | 19-42 |
| 20-9  | Rovigo - Amatori Catania    | 18-3  |
| 24-24 | Livorno - San Donà          | 22-40 |
| 6-40  | CUS Roma - Petrarca         | 18-22 |
| 6-17  | Calvisano - Amatori Milano  | 3-60  |
| 29-15 | Parma - Brescia             | 6-23  |
|       |                             |       |

|       | 11ª/22ª giornata            |       |
| ----- | --------------------------- | ----- |
| 3-18  | Petrarca - Benetton Treviso | 3-28  |
| 15-14 | Livorno - Parma             | 16-35 |
| 55-0  | San Donà - Brescia          | 12-18 |
| 18-15 | Calvisano - CUS Roma        | 10-11 |
| 15-22 | Amatori Catania - L'Aquila  | 15-44 |
| 23-31 | Amatori Milano - Rovigo     | 22-19 |

|       | 3ª/14ª giornata             |       |
| ----- | --------------------------- | ----- |
| 59-0  | Benetton Treviso - CUS Roma | 36-7  |
| 70-6  | Rovigo - Calvisano          | 12-19 |
| 28-21 | L'Aquila - Amatori Milano   | 15-14 |
| 13-24 | Brescia - Petrarca          | 9-45  |
| 9-3   | Amatori Catania - Livorno   | 10-18 |
| 15-16 | Parma - San Donà            | 12-10 |
|       |                             |       |

|       | 6ª/17ª giornata            |       |
| ----- | -------------------------- | ----- |
| 12-21 | Rovigo - Benetton Treviso  | 22-22 |
| 26-9  | Livorno - Brescia          | 9-28  |
| 12-12 | San Donà - Amatori Milano  | 13-58 |
| 21-28 | CUS Roma - Amatori Catania | 26-12 |
| 22-13 | Calvisano - Petrarca       | 16-12 |
| 21-15 | Parma - L'Aquila           | 10-33 |
|       |                            |       |

|       | 9ª/20ª giornata                    |       |
| ----- | ---------------------------------- | ----- |
| 6-19  | Petrarca - Rovigo                  | 3-13  |
| 18-9  | Livorno - Calvisano                | 10-22 |
| 21-44 | Brescia - L'Aquila                 | 25-69 |
| 13-6  | San Donà - CUS Roma                | 24-18 |
| 10-25 | Amatori Catania - Benetton Treviso | 0-88  |
| 36-7  | Amatori Milano - Parma             | 54-10 |

### Classifica
|               |     | Squadra         | G  | V  | N | P  | PF  | PS  | Pt |
| ------------- | --- | --------------- | -- | -- | - | -- | --- | --- | -- |
|               | 1.  | Benetton        | 22 | 17 | 2 | 3  | 730 | 290 | 36 |
|               | 2.  | Rovigo          | 22 | 17 | 1 | 4  | 667 | 294 | 35 |
|               | 3.  | Amatori Milano  | 22 | 16 | 2 | 4  | 708 | 291 | 34 |
|               | 4.  | L’Aquila        | 22 | 16 | 0 | 6  | 647 | 361 | 32 |
|               | 5.  | San Donà        | 22 | 12 | 3 | 7  | 473 | 436 | 25 |
|               | 6.  | Livorno         | 22 | 10 | 1 | 11 | 359 | 546 | 21 |
|               | 7.  | Petrarca        | 22 | 7  | 1 | 14 | 400 | 363 | 15 |
|               | 8.  | Parma           | 22 | 7  | 1 | 14 | 301 | 519 | 15 |
|               | 9.  | Calvisano       | 22 | 7  | 0 | 15 | 307 | 556 | 14 |
|               | 10. | Amatori Catania | 22 | 7  | 0 | 15 | 279 | 561 | 14 |
| Retrocessione | 11. | Brescia         | 22 | 6  | 1 | 15 | 299 | 631 | 13 |
| Retrocessione | 12. | CUS Roma        | 22 | 3  | 2 | 17 | 285 | 607 | 8  |

## Play-off
|  | Quarti di finale | Quarti di finale | Quarti di finale | Quarti di finale | Quarti di finale |  |  | Semifinali     | Semifinali     | Semifinali | Semifinali | Semifinali |  |  | Finale | Finale | Finale |  |
|  |                  |                  |                  |                  |                  |  |  |                |                |            |            |            |  |  |        |        |        |  |
|  | 1A1              | Benetton         | Benetton         | 92               | 37               |  |  |                |                |            |            |            |  |  |        |        |        |  |
|  | 2A2              | Noceto           | Noceto           | 0                | 10               |  |  | Benetton       | Benetton       | 30         | 10         | 18         |  |  |        |        |        |  |
|  | 4A1              | L’Aquila         | L’Aquila         | 22               | 18               |  |  | San Donà       | San Donà       | 0          | 18         | 3          |  |  |        |        |        |  |
|  | 5A1              | San Donà         | San Donà         | 24               | 25               |  |  |                |                |            |            |            |  |  | Rovigo | Rovigo | 18     |  |
|  | 2A1              | Rovigo           | Rovigo           | 48               | 39               |  |  |                |                | Benetton   | Benetton   | 9          |  |  |        |        |        |  |
|  | 1A2              | Tarvisium        | Tarvisium        | 15               | 9                |  |  | Rovigo         | Rovigo         | 38         | 7          | 16         |  |  |        |        |        |  |
|  | 3A1              | Amatori Milano   | Amatori Milano   | 58               | 34               |  |  | Amatori Milano | Amatori Milano | 16         | 45         | 12         |  |  |        |        |        |  |
|  | 6A1              | Livorno          | Livorno          | 0                | 10               |  |  |                |                |            |            |            |  |  |        |        |        |  |

### Finale
| Arbitro: | Giacomel (Musile di Piave) |

| |              | |
| 13’, 27’, 33’, 49’ Botha | c.p.         | 4’, 23’, 66’ Cooper |
| 59’, 62’ Botha | drop         | |
| · Frigato · Venturi · Bordon · Osti · Brunello · Botha · M. Visentin · Baratella · Bombonato · Lupini · C. Checchinato · A. Moscardi · Brizzante · Pi. Reale · 79’ Smal | Formazioni   | · Cooper · Ceselin · Green · Zorzi · Dotto · Collodo · Casellato · G. Rossi · Grespan · G Piazza · Annibal 62’ · R. Favaro · Dolfato 79’ · A. Russo · G. Zanon |
| · 79’ De Stefani | Sostituzioni | · Cristofoletto 62’ · Rigo 79’ |
| Tito Lupini | Allenatori   | Jean-Michel Aguirre |

## Verdetti
- Rovigo: campione d'Italia
- Brescia, CUS Roma : retrocesse in serie A2